# Akihiro Noda
Akihiro Noda (野田 明弘 Noda Akihiro?, nacido el 5 de septiembre de 1988 en Isahaya, Nagasaki) es un exfutbolista japonés. Jugaba de defensa y su último club fue el Fukushima United FC de Japón.

## Trayectoria

### Clubes
| Club                | País  | Año         |
| ------------------- | ----- | ----------- |
| FC Gifu             | Japón | 2011 - 2012 |
| Fukushima United FC | Japón | 2013 - 2016 |

## Estadística de carrera

### J. League
| Club                | Año   | J. League | J. League | Copa J. League | Copa J. League | Total | Total |
| Club                | Año   | Part.     | Goles     | Part.          | Goles          | Part. | Goles |
| ------------------- | ----- | --------- | --------- | -------------- | -------------- | ----- | ----- |
| FC Gifu             | 2011  | 37        | 0         | -              | -              | 37    | 0     |
| FC Gifu             | 2012  | 26        | 0         | -              | -              | 26    | 0     |
| Fukushima United FC | 2014  | 30        | 0         | -              | -              | 30    | 0     |
| Fukushima United FC | 2015  | 27        | 0         | -              | -              | 27    | 0     |
| Fukushima United FC | 2016  | 20        | 0         | -              | -              | 20    | 0     |
| Total               | Total | 140       | 0         | 0              | 0              | 140   | 0     |